# Jody Firth
Jody Firth (Wakefield, 11 de julio de 1981) es un piloto de automovilismo británico.

## Biografía
En 2009, ganó el Campeonato Británico de GT4.
En 2011, fue anunciado en el asiento del TDS Racing Oreca 03 para las 6 Horas de Le Castellet.
En 2012 participó en el campeonato European Le Mans Series en la categoría LMP2 con el equipo irlandés Murphy Ptototypes. El mismo año, con el mismo equipo, participó en las 24 Horas de Le Mans por única vez en su carrera. A bordo de un Oreca 03, la tripulación da 196 vueltas a la pista. Se retiró a las 5:08 am con una suspensión trasera rota. Al mismo tiempo, compitió en otras dos pruebas del Campeonato del Mundo de Resistencia de la FIA (además de las 24 Horas de Le Mans): las 6 Horas de Silverstone y las 6 Horas de Spa, donde consiguió un podio.